# Rechnungslegungsstandard
Als Rechnungslegungsstandard (englisch accounting standard) werden im Bilanzrecht die durch Gesetz festgelegten oder durch Gesetz anerkannten Grundsätze bezeichnet, die bei der Rechnungslegung und insbesondere Bilanzierung durch Unternehmen anzuwenden sind.

## Allgemeines
Entweder ergeben sich Rechnungslegungsstandards unmittelbar aus dem Gesetz wie beispielsweise in Deutschland dem Handelsgesetzbuch (HGB) oder es handelt sich um Standards von Nichtregierungsorganisationen wie dem International Accounting Standards Board (IASB), dessen Empfehlungen durch Rechtsnormen wie der Verordnung (EG) Nr. 1606/2002 vom 29. Juli 2002 betreffend die Anwendung internationaler Rechnungslegungsstandards für alle EU-Mitgliedstaaten (in Deutschland: § 315a HGB) anerkannt wurden. Rechnungslegungsstandards normieren als Standard die Berichterstattung über die Unternehmensdaten der Vermögens-, Finanz- und Ertragslage.

## Deutschland
Wichtigster gesetzlicher Rechnungslegungsstandard ist das Handelsgesetzbuch (HGB), worin die Rechnungslegung mit der Buchführungspflicht für Kaufleute (§ 238 HGB) beginnt. Eine Bilanz und Gewinn- und Verlustrechnung ist nach § 242 HGB aufzustellen, wobei gemäß § 243 HGB die – überwiegend – nicht gesetzlich kodifizierten Grundsätze ordnungsmäßiger Buchführung (GoB) anzuwenden sind. Damit sind auch die Bilanzierungsgrundsätze erfasst, soweit sie nicht gesetzlich geregelt sind. Die GoB gelten nach § 297 Abs. 2 HGB auch für den Konzernabschluss. Damit gehören durch gesetzliche Verweise auch die GoB zu den Rechnungslegungsstandards.
Daneben gibt es auch Standards für einzelne Wirtschaftszweige und Wirtschaftssektoren wie beispielsweise für Kreditinstitute (§ 340 ff. HGB, RechKredV) oder Versicherungsunternehmen (§ 341 ff. HGB, RechVersV).
Da Gesetze nicht alle aktuellen Entwicklungen des Rechnungswesens sofort nachvollziehen können, sorgt das Deutsche Rechnungslegungs Standards Committee (DRSC) für die Fortentwicklung der Rechnungslegung und ist vom Bundesministerium der Justiz und für Verbraucherschutz nach § 342 HGB als privates Rechnungslegungsgremium anerkannt. Neben dem DRSC veröffentlicht das Institut der Wirtschaftsprüfer (IDW) Interpretationen der deutschen und internationalen Rechnungslegungsvorschriften in der Form von Standards, die von dessen Mitgliedern (beispielsweise Wirtschaftsprüfer) bei der Jahresabschlussprüfung angewandt werden.
Unternehmen in Deutschland müssen grundsätzlich nach HGB bilanzieren. Ein Jahresabschluss nach IFRS ist seit 2005 für kapitalmarktorientierte Kapitalgesellschaften und seit 2007 für Gesellschaften verpflichtend, deren Finanzierungstitel an der Wertpapierbörse notiert sind oder an einer US-amerikanischen Börse gelistet werden. Diese Abschlüsse sind „befreiend“, das heißt die Verpflichtung eines HGB-Abschlusses entfällt. Für andere Unternehmen bzw. die Einzelabschlüsse bestehen Wahlrechte.

## International
Es gibt folgende wesentlichen Rechnungslegungsstandards:
| Staat                  | Rechnungslegungsstandard                                                                                            | Bemerkungen |
| ---------------------- | --- | --- |
| Österreich             | Unternehmensgesetzbuch (UGB)                                                                                        | § 189 UGB bis § 283 UGB Gutachten der Kammer der Steuerberater und Wirtschaftsprüfer und des Institut Österreichischer Wirtschaftsprüfer                     |
| Schweiz                | Obligationenrecht (OR)                                                                                              | Art. 957 OR bis Art. 963b OR Fachempfehlungen zur Rechnungslegung (FER)                                                                                      |
| Europäische Union      | Verordnung (EG) Nr. 1606/2002 vom 29. Juli 2002 betreffend die Anwendung internationaler Rechnungslegungsstandards  | in Deutschland transformiert durch § 315a HGB |
| Vereinigte Staaten     | United States Generally Accepted Accounting Principles (US GAAP) International Financial Reporting Standards (IFRS) | festgelegt vom Financial Accounting Standards Board (FASB), gilt national festgelegt vom International Accounting Standards Board (IASB), gilt international |
| Frankreich             | Normes Comptables Françaises (NCF)                                                                                  | festgelegt durch das Finanzministerium, dem die regulierende Autorité des Normes Comptables (ANC) unterstellt ist                                            |
| Vereinigtes Königreich | Generally Accepted Accounting Practice (UK GAAP)                                                                    | festgelegt vom Accounting Standards Board (ASB) |
| Japan                  | Japanischer Kostenrechnungsstandard                                                                                 | 1962 festgelegt vom Finanzministerium |
| Russland               | Russian Accounting Standards (russisch Российские стандарты бухгалтерского учёта)                                   | festgelegt durch den Staat, orientiert sich am IFRS |

Tochtergesellschaften, die im Ausland tätig sind oder deren Aktien an internationalen Börsen gehandelt werden, müssen die nationalen Vorschriften der jeweiligen Länder beachten, was zu widersprüchlichen Anforderungen und Mehrfachbilanzierung führen kann.
Im weiteren Sinne gehört auch das Steuerrecht, soweit es Auswirkungen auf das Bilanzrecht entfaltet (Steuerbilanz), zu den Rechnungslegungsstandards. Eine Verbindung zwischen beiden stellt das Maßgeblichkeitsprinzip her.

## Wirtschaftliche Aspekte
Rechnungslegungsstandards verfolgen den Zweck, die Bilanzierung mit Hilfe von Jahresabschlüssen (Bilanz, Gewinn- und Verlustrechnung, Anhang, Lagebericht) national und international auch im Detail zu vereinheitlichen, um Vergleiche (Betriebsvergleiche) möglich zu machen. Das gelingt jedoch sehr schleppend, denn beispielsweise wird der Geschäfts- oder Firmenwert von allen Standards unterschiedlich behandelt.